# سانت خولیا د بیلاترتا
سانت خولیا د بیلاترتا (به اسپانیایی: Sant Julià de Vilatorta) یک شهرستان در اسپانیا است که در بارسلون واقع شده‌است.

## خصوصیات
سانت خولیا د بیلاترتا ۲٬۹۸۴ نفر جمعیت دارد.